# Gadi Kinda
Gadi Kinda (hebräisch גדי קינדה; * 23. März 1994 in Addis Abeba, Äthiopien; † 20. Mai 2025) war ein israelischer Fußballspieler. Kinda war israelischer Nationalspieler und spielte Erstligafußball in Israel für MS Aschdod, Beitar Jerusalem und Maccabi Haifa sowie in den Vereinigten Staaten für Sporting Kansas City.

## Karriere

### Verein
Gadi Kinda wurde im äthiopischen Addis Abeba in eine jüdische Familie hineingeboren, mit welcher er im Alter von drei Jahren nach Israel zog. Dort spielte er in der Jugendabteilung von MS Aschdod, wo er zur Saison 2011/12 in die erste Mannschaft beordert wurde. Am 29. August 2011 (2. Spieltag) bestritt er bei der 0:4-Auswärtsniederlage gegen Maccabi Tel Aviv sein Debüt in der höchsten israelischen Spielklasse, bei der er in der Startformation stand. In dieser Spielzeit wurde er bereits in 28 Ligapartien eingesetzt, wobei er zumeist als Einwechselspieler in der Schlussphase agierte. In der darauffolgenden Saison 2012/13 fiel die Einsatzzeit des jungen Mittelfeldspielers und er absolvierte lediglich fünf Ligaspiele.
Am 1. September 2013 (2. Spieltag) erzielte er beim 3:2-Heimsieg gegen Maccabi Haifa sein erstes Ligator für Aschdod. In dieser Spielzeit 2013/14 etablierte er sich als Stammkraft und kam auf 26 Ligaeinsätze, in denen er zwei Torerfolge verbuchen konnte. Diesen Status behielt er auch in der folgenden Saison 2014/15 bei, in der er auf ein Tor in 30 Ligaeinsätzen kam. Mit MS Aschdod musste er jedoch als Tabellenletzter nach 18 Jahren Erstligafußball den Abstieg in die zweitklassige Liga Leumit antreten. Der Verein aus dem Südbezirk Israels erholte sich aber rasch und schaffte mit dem Gewinn der Ligameisterschaft 2015/16 die sofortige Rückkehr in die Ligat ha’Al. Kinda steuerte dazu in 27 Ligaeinsätzen zwei Tore bei.
Aufgrund einer Verletzungspause machte er in der Spielzeit 2016/17 nur 16 Ligaspiele, in denen ihm ein Treffer gelang. Einen persönlichen Bestwert im Bezug auf die Torausbeute schaffte er in der nächsten Saison 2017/18, in der er in 20 Ligaeinsätzen vier Tore markieren konnte. Bis zu seinem Wechsel im Januar 2019 traf er in der folgenden Spielzeit 2018/19 in 11 Ligaeinsätzen zwei Mal. Insgesamt kam er in siebeneinhalb Profijahren bei seinem Jugendverein auf 165 Ligaeinsätze, in denen er 12 Tore schoss.
Am 5. Februar 2019 wechselte Kinda zum Ligakonkurrenten Beitar Jerusalem, wo er mit einem 4-½-Jahresvertrag ausgestattet wurde. Beim 2:0-Heimsieg gegen Hapoel Ra’anana am 23. Februar 2019 (24. Spieltag) erzielte er seinen ersten Treffer für Beitar. In seinem ersten halben Jahr bei seinem neuen Verein kam er auf 10 Ligaeinsätze, in denen ihm ein Torerfolg gelang. In der nächsten Saison 2019/20 entwickelte er sich mit hervorragenden Leistungen zum unumstrittenen Stammspieler in der Mannschaft und erwarb sich mit zahlreichen Torbeteiligungen auch ligaintern den Ruf als einer der besten Spieler. In der bisher stärksten Spielzeit seiner Laufbahn kam er bis zu seinem Abschied im Januar 2020 in 16 Ligaeinsätzen auf sieben Tore und vier Vorlagen.
Am 23. Januar 2020 wechselte er für das gesamte Spieljahr 2020 auf Leihbasis zur MLS-Franchise Sporting Kansas City, die sich zusätzlich eine Option für eine permanente Übernahme des Spielers sicherte. Bereits in seinem ersten Spiel in den Vereinigten Staaten am 1. März 2020 (1. Spieltag) beim 3:1-Auswärtssieg gegen die Vancouver Whitecaps konnte er ein Tor erzielen. Auch in den nächsten drei Ligapartien konnte er jeweils ein Mal treffen, womit er sich einen festen Starterplatz erarbeiten konnte. Für den Verein aus Missouri bestritt er insgesamt 22 Ligaspiele, in denen ihm sechs Tore sowie eine Vorlage gelangen.
Seine guten Leistungen veranlassten Sporting KC, die Kaufoption zu ziehen und ihn mit einem Vierjahresvertrag auszustatten.

### Nationalmannschaft
Kinda wurde in seiner Kindheit eingebürgert und spielte als Jugendlicher für die U18 und U19 Israels. Zwischen August 2013 und März 2016 kam er in 15 Länderspielen für die U21 zum Einsatz, in denen ihm ein Torerfolg gelang.

## Erfolge
MS Aschdod
- Liga Leumit: 2015/16

Beitar Jerusalem
- Israelischer Ligapokal: 2019/20

## Privates
Kinda war verheiratet und Vater zweier Töchter. Er starb am 20. Mai 2025 nach schwerer Erkrankung im Alter von 31 Jahren.